# Simon Gustafson
Simon Gustafson (Mölndal, 11 de enero de 1995) es un futbolista sueco. Juega como centrocampista y su equipo es el BK Häcken de la Allsvenskan de Suecia.

## Biografía
Sus hermanos Samuel Gustafson (hermano gemelo) y Elias Gustafson también son futbolistas.

## Selección nacional
Ha sido internacional con la selección de Suecia en dos ocasiones. En categorías inferiores formó parte del equipo campeón de la Eurocopa sub-21 de 2015.

## Clubes
| Club             | País         | Año       |
| ---------------- | ------------ | --------- |
| BK Häcken        | Suecia       | 2013-2015 |
| Feyenoord        | Países Bajos | 2015-2018 |
| Roda JC (cedido) | Países Bajos | 2017-2018 |
| F. C. Utrecht    | Países Bajos | 2018-2022 |
| BK Häcken        | Suecia       | 2022-     |

## Palmarés

### Campeonatos nacionales
| Título                   | Club      | País         | Año     |
| ------------------------ | --------- | ------------ | ------- |
| Copa de los Países Bajos | Feyenoord | Países Bajos | 2015-16 |
| Eredivisie               | Feyenoord | Países Bajos | 2016-17 |
| Allsvenskan              | BK Häcken | Suecia       | 2022    |
| Copa de Suecia           | BK Häcken | Suecia       | 2022-23 |
| Copa de Suecia           | BK Häcken | Suecia       | 2024-25 |

### Campeonatos internacionales
| Título          | Club (*)      | País            | Año  |
| --------------- | ------------- | --------------- | ---- |
| Eurocopa sub-21 | Suecia sub-21 | República Checa | 2015 |

(*) Incluyendo la selección.